# Victorin de Joncières
Félix-Ludger Rossignol, známý jako Victorin de Joncières, (12. dubna 1839, Paříž – 10. června 1903, Paříž) byl francouzský hudební skladatel a kritik.

## Život a dílo
Narodil se jako syn žurnalistův; nabyv hudebního i literárního vzděláni vstoupil v 16. roce do atelieru Picotova, pomýšleje věnovati se malířství, avšak příznivá kritika, jíž dodělal se malou komickou operou Le Sicilien ou l'amour peintre, pohnula jej k návštěvě pařížské konservatoře, kde byli učiteli jeho Antoine Elwart v harmonii a Leborne v kontrapunktu. Kvůli sporu, který měl s Lebornem o Richarda Wagnera, musel ústav předčasně opustit.
R. 1862—64 napsal hudbu k Shakespearovu »Hamletu«, první opery své Sardanapale (1867) a Le dernier jour de Pompéi (1869) s dost skrovným úspěchem provedl v »Lyrickém divadle«, po jehož zániku marně namáhal se proklestiti opeře Dimitri (1876) cestu do »Velké opery«. Přitěžující okolností byla nepochybně jeho činnost jako fejetonisty v časopise »La Liberté«, v němž při nadšení svém pro Wagnera a německou hudbu bezohlednými posudky francouzských mistrů vzbuzoval nemalé pohoršení u svých krajanů. Pokročilé intence svoje, hlásané pérem kritickým, nebyl Joncières schopen vtěliti tvorbě vlastní, trpící nedostatkem původnosti.
Mimo uvedené napsal ještě opery La reine Berthe (1878), Le chevalier Jean (1886, v Nár. divadle r. 1890 jako »Jan Lotarinský«) a Lancelot, houslový koncert z D-dur (1869), Ouverture de concert (1870), Symphonie romantique (1871), Sérénade hongroise (1880), suitu Les Nubiennes, Fantaisie-marche a j. pro orchestr, symfonii La mer (se sbory, 1881) a j.